# Трудова терапия
Трудова терапия e използването на лечение за развитието, възстановяването или поддържането на ежедневната дейност и трудови умения на пациенти с физически, умствени или на развитието състояния.
Тя е ориентирана към пациента практика, която полага основно значение върху целите, към които пациентът се стреми. Интервенциите с трудова терапия се фокусират върху адаптиране към обкръжението и обкръжаващата среда, модифициране на задачите, обучаване на умения и образоване на пациента и неговото семейство с цел да се увеличи участието и подобри представянето в ежедневните дейности.